# Macey Cruthird
Macey Cruthird (født 12. november 1992 i Baytown, Texas, USA) er en amerikansk skuespillerinde, bedst kendt som Hayley Shanowski i sitcommen Hope & Faith fra ABC.
Macey har gjort sig en karriere som skuespiller i Los Angeles, og i hendes hjemby, Frisco, Texas. Hun blev castet til to pilotafsnit, "House Blend" og "The Misadventures of Fiona Plum,", før hun blev fastansat i serien. Hun har også været medvirkende i adskillige reklamer, fra blandt andet Toyota og McDonalds. For tiden har hun en mindre rolle, som Jakes kæreste Megan, i Two And A Half Men.
Hendes job er ikke kun som TV-skuespiller, Macey har også medvirket i en håndfuld film. Hendes filmdebut blev "Come Away Home", fra 2005, hvor hun spillede sammen med blandt andet Paul Dooley, Martin Mull, Thomas Gibson, og Lea Thompson. På settet kunne også findes hendes bedste veninde, Jordan-Claire Green. Macey arbejder for tiden på settet til filmen "Deeply Irresponsible".
Blandt Cruthirds mange hobbyer kan nævnes sang, dans, udendørssport (især vandsport), og desuden kan hun spille piano og guitar.